# Исаева, Зоя Алексеевна
Зоя Алексеевна Исаева (5 мая 1924, Смоленск — 29 декабря 2016, Москва) — советская и российская актриса театра и кино, мастер озвучивания.

## Биография
Зоя родилась 5 мая 1924 года в Смоленске.
Начала учиться театральной актрисой под руководством Василия Васильевича Ванина. Она окончила ВГИК в 1949 году и была принята в Театр студию киноактёра, где много лет играла на сцене, начиная с 1949 по 1984 год. С 1950-х годов актриса стала активно сниматься в кино, главным образом в эпизодах.
Скончалась 29 декабря 2016 года в Москве. Урна с её прахом захоронена в колумбарии Донского кладбища.

## Фильмография
- 1953 — «Адмирал Ушаков» — придворная дама
- 1953 — «Застава в горах» — американка
- 1956 — «Как он лгал её мужу» (к/м) — цветочница
- 1956 — «На подмостках сцены» — перуанка
- 1956 — «Челкаш» (к/м) — проститутка
- 1958 — «Девушка с гитарой» — манекенщица
- 1958 — «Олеко Дундич» — демонстратор
- 1959 — «Аннушка» — покупательница
- 1959 — «Баллада о солдате» — проводница
- 1960 — «Русский сувенир» — кассирша
- 1960 — «Тучи над Борском» — сектантка
- 1960 — «Яша Топорков»
- 1960—1961 — «Воскресение» — дама в коляске
- 1961 — «Девять дней одного года» — лаборантка
- 1961 — «Дуэль» — дама
- 1961 — «Суд сумасшедших» — красивая дама
- 1962 — «Гусарская баллада» — кузина
- 1962 — «Цепная реакция» — дама
- 1963 — «Я шагаю по Москве» — билетерша
- 1964 — «Вызываем огонь на себя» — немка
- 1965 — «Дайте жалобную книгу» — официантка Вера
- 1965 — «Мимо окон идут поезда» — учительница
- 1965 — «Мы, русский народ» — медсестра
- 1965 — «Они не пройдут» — учительница
- 1965 — «Совесть» — сотрудница института
- 1965 — «Спящий лев» — продавщица
- 1966 — «Айболит-66»
- 1966 — «Берегись автомобиля» — гостья
- 1967 — «Весна на Одере» — медсестра
- 1967 — «Зареченские женихи» (к/м) — тетка у дома невесты
- 1967 — «Майор Вихрь» — официантка
- 1967 — «Путь в «Сатурн»» — курсантка школы диверсантов
- 1967 — «Таинственный монах» — монахиня
- 1968 — «Зигзаг удачи» — работница фотоателье
- 1968 — «По Руси» — белошвейка
- 1969 — «Директор» — рабочая завода
- 1969 — «Золото» — колхозница
- 1970 — «Посланники вечности» — ударница женского батальона
- 1970 — «Расплата» — санитарка
- 1970 — «Случай с Полыниным» — помощник режиссёра
- 1971 — «Корона Российской империи, или Снова неуловимые» — эмигрантка
- 1971 — «Пришел солдат с фронта» — медсестра
- 1971 — «Седьмое небо» — женщина в суде
- 1971 — «Телеграмма» — посетительница химчистки
- 1972 — «Руслан и Людмила» — мамушка
- 1972 — «Большая перемена» — учительница
- 1972 — «Летние сны» — посетительница стадиона
- 1972 — «Первый экзамен» (к/м) — учительница
- 1972 — «Право на прыжок» — Софья Львовна, администратор гостиницы
- 1972 — «Сибирячка» — соседка
- 1972 — «Человек на своем месте» — Зоя Алексеевна, зоотехник
- 1973 — «И на Тихом океане...» — жена купца
- 1973 — «Невероятные приключения итальянцев в России» — врач
- 1973 — «Океан» — жена моряка)
- 1973 — «По собственному желанию» — контролер на аэродроме
- 1973 — «Человек в штатском» — горничная
- 1974 — «Кыш и Двапортфеля» — соседка
- 1974 — «Любовь земная» — Марфа
- 1974 — «Скворец и Лира» — немка
- 1975 — «Алмазы для Марии» — гостья
- 1975 — «Ау-у!» — покупательница
- 1975 — «Мой дом — театр» — актриса
- 1975 — «Не может быть!» — соседка Софочки
- 1975 — «Раба любви» — актриса
- 1976 — «Повесть о неизвестном актёре» — актриса
- 1977 — «Инкогнито из Петербурга» — дама
- 1977 — «Служебный роман» — служащая
- 1977 — «Судьба» — Марфа
- 1978 — «Живите в радости» — колхозница
- 1978 — «Молодость с нами» — гостья
- 1978 — «Сдаётся квартира с ребёнком» — учитель истории
- 1978 — «Целуются зори» — официантка Зоя
- 1979 — «Вкус хлеба» — Маша Оленева
- 1979 — «Гараж» — пайщица гаражного кооператива
- 1979 — «Город принял»
- 1980 — «Гражданин Лешка»
- 1980 — «Чрезвычайные обстоятельства» — администратор гостиницы
- 1983 — О бедном гусаре замолвите слово — актриса
- 1983 — «Ты мой восторг, мое мученье» — Настя
- 1983 — Витя Глушаков - друг апачей — тётка в очереди
- 1985 — «Как стать счастливым» — сотрудница редакции
- 1987 — «Время летать» — работница Аэрофлота
- 1987 — «Друг» — работница прачечной
- 1990 — «Шапка» — уборщица Маша
- 1991 — «Анна Карамазофф» — соседка
- 1995 — «Бульварный роман»
- 1995 — «Орел и решка» — Федулова с зонтиком
- 1998 — «Судья в ловушке»
- 2003 — «Здравствуй, столица!» — соседка
- 2005 — «МУР есть МУР-3» — соседка

## Озвучивание
- 1959: Сёстры на льду | 冰上姐妹 (Китай) (роль: Ли Сяо-лин)
- 1959: 12 девушек и 1 мужчина | Twelve Girls and One Man | Zwölf Mädchen und ein Mann (Австрия)
- 1958: Новая история старого солдата | 老兵新传 (Китай) (роль: трактористка)
- 1958: Дочь партии | Daughter of the Party, The | 党的女儿 (Китай) (роль: Сю Ин)
- 1958: H-8 | H-8 (Югославия)
- 1957: Мальчик-с-пальчик | Pulgarcito (Мексика) (роль: мальчик)
- 1953: Девушка из Бомбея | Three Lights And Four Streets | तीन बत्ती चार रास (Индия) (роль: Канта)
- 1948: Совесть | Conscience | Svědomí (Чехословакия) (Власта, роль Ирэны Качирковой)